# Mémorial du génocide arménien de Deir ez-Zor
Le mémorial du génocide arménien (arménien : Մեծ Եղեռնի Նահատակաց Յուշահամալիր ; arabe : كنيسة شهداء الأرمن) situé à Deir ez-Zor en Syrie, est une église bâtie en mémoire des victimes du génocide arménien. La construction du complexe a débuté en 1989 et s'est achevée en novembre 1990. L'église a été consacrée le 4 mai 1991 par le catholicos Garéguine II du catholicossat arménien de Cilicie. Le complexe était tout à la fois un lieu de culte, un musée, un monument, un centre d'archives et d'expositions. Il était placé sous l'autorité directe du patriarche du diocèse arménien d'Alep. Chaque année, le 24 avril, plusieurs dizaines de milliers de pèlerins d'origine arménienne venus du monde entier venaient s'y recueillir en mémoire des victimes du génocide.
Le 21 septembre 2014, des anciens membres du Front al-Nosra ayant prêté allégeance à l'État islamique ont dynamité l'édifice,,.